# جوناثن كيم
جوناثن يونج كيم (بالإنجليزية: Jonathan Yong Kim)‏ طبيب أمريكي، ضابط بحرية سابق ورائد فضاء (قيد التدريب) لدى وكالة ناسا للدفعة رقم 22 لعام 2017. حاصل على وسام النجمة الفضية والبرونزية، خريج جامعة سان دييغو وكلية هارفارد للطب.

## النشأة
ولد جوناثان في الخامس من فبراير 1984 في لوس أنجلوس، كاليفورنيا. هاجر والداه من كوريا الجنوبية في بداية الثمانينات، في عام 2002، تخرج من مدرسة سانتا مونيكا الثانوية، وتطوع للانخراط في البحرية الأمريكية.

## الحياة العملية

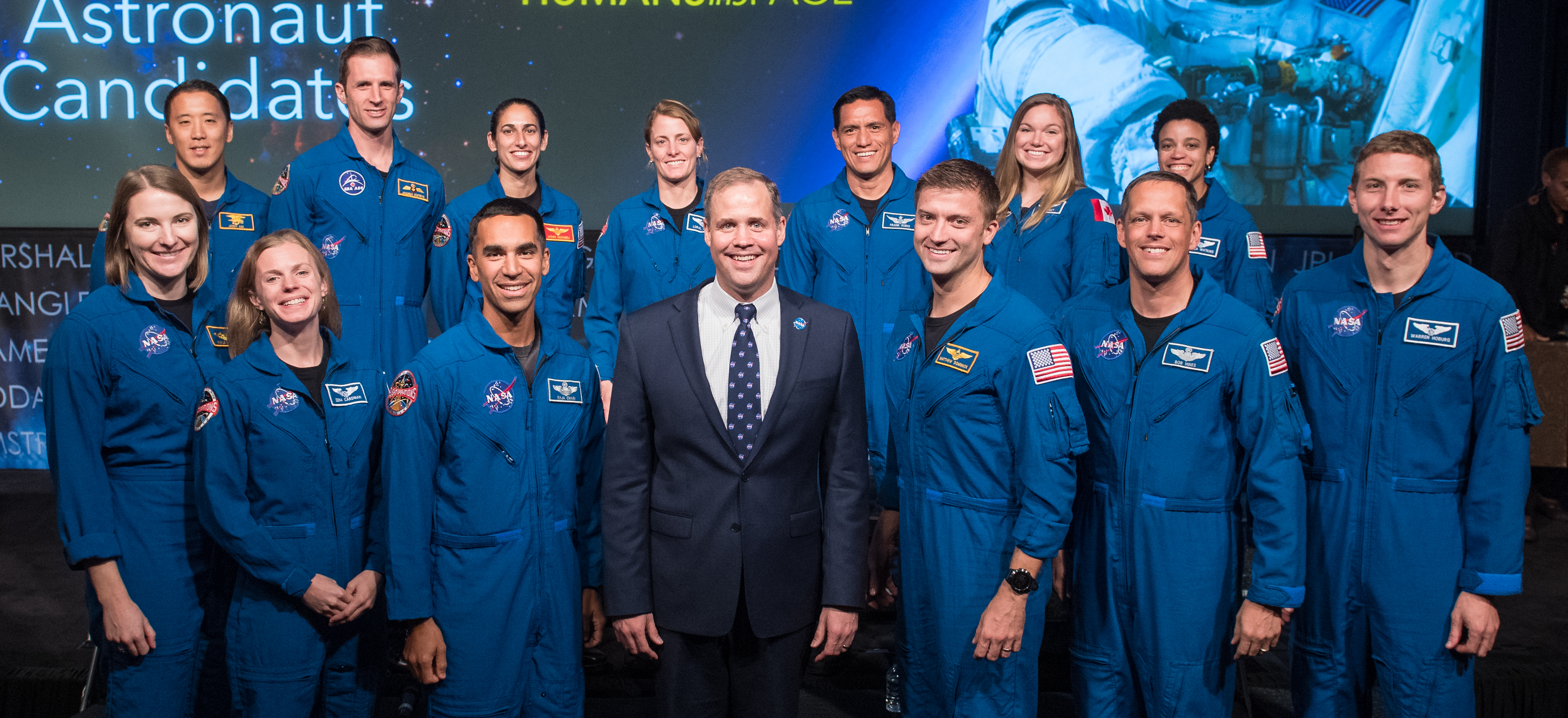
دفعة 2017 من رواد فضاء ناسا مع جيم بريدنستين

### حياته الشخصية
لدى جوني اهتمامات تتمثل في قضاء الوقت مع عائلته، والتطوع مع المنظمات غير الربحية المتمرسة، والإرشاد الأكاديمي.

### الحياة العسكرية
تخرج جوني من دفعة 247 للقوات الخاصة البحرية بعد إتمامه لجميع التدريبات الأساسية وتدريبات الإرهاق الذهني والجسدي والتي استمرت لمدة 7 اسابيع، تعلم خلالها مجابهة الضغوط النفسية والقتال تحت الماء اثناء الغوص والقتال على أرض المعركة. تم تعيينه بعد التخرج وخدم كطبيب في ارض المعركة وقناص في أكثر من 100 مهمة في عمليتي نشر في الشرق الأوسط، كان جزءًا من وحدة المهام برويزر سيئة السمعة (فصيلتي دلتا وتشارلي من القوات الخاصة الثالثة) تحت قيادة جوكو ويلينك قائد الوحدة وغيره. التحق جوني بجامعة سان دييغو في عام 2009، حيث انضم إلى فيالق تدريب الضباط الاحتياط البحرية وتخرج بامتياز في عام 2012 مع درجة البكالوريوس في الرياضيات.

### دراسة الطب
انضم جوني إلى الفريق الطبي في البحرية، وحصل على الدكتوراه في الطب من جامعة هارفارد في عام 2016، وكان جوني طبيباً مقيماً في قسم الطوارئ في مستشفى ماساتشوستس العام حتى وقع عليه الاختيار ليكون رائد فضاء.

### وكالة الفضاء الأمريكية ناسا
تم اختيار جوني كعضو في برنامج ناسا لرواد الفضاء رقم 22 في يونيو 2017، وبدأ تدريبه في أغسطس والذي سيستمر لمدة عامين.

## الأوسمة والجوائز
| أوسمة عسكرية أمريكية  | أوسمة عسكرية أمريكية    |
| --------------------- | ----------------------- |
|                       | النجمة الفضية           |
|                       | النجمة البرونزية        |
|                       | وسام القوات البحرية     |
|                       | وسام الإشتباك في الحرب  |
|                       | ميدالية حسن السلوك      |
| أوسمة الخدمة والتدريب |                         |
|                       | وسام خدمة الدفاع الوطني |
|                       | وسام الخدمة في العراق   |
|                       | وسام الحرب على الإرهاب  |
|                       | الخدمة البحرية          |
|                       | البحرية                 |
|                       | الرماية البحرية         |

| الشارات العسكرية | الشارات العسكرية                   |
| ---------------- | ---------------------------------- |
|                  | شارة القوات الخاصة البحرية         |
|                  | مظلين القوات البحرية               |
|                  | مظلين القوات المسلحة               |
|                  | القفز المظلي الحر (إرتفاعات عالية) |